# Ellsworth (Maine)
Ellsworth – miasto w Stanach Zjednoczonych, w stanie Maine, w hrabstwie Hancock.